# Mayo Dyer Hersey
Mayo Dyer Hersey (30 de agosto de 1886 – 5 de setembro de 1978) foi um engenheiro e físico estadunidense, que trabalhou no National Institute of Standards and Technology e outras agências governamentais, e professor de engenharia na Universidade Brown. Recebeu a Medalha ASME de 1967.

## Publicações selecionadas
- Mayo Dyer Hersey. On the Laws of Lubrication of Journal Bearings, 1915.
- Mayo Dyer Hersey. Theory of lubrication, J. Wiley & sons, inc., 1938.
- Hersey, Mayo Dyer, and Richard F. Hopkins. Viscosity of lubricants under pressure. American Society of Mechanical Engineers, 1954.
- Mayo Dyer Hersey Theory and research in lubrication : foundations for future developments, John Wiley & Sons, 1966.

Artigos selecionados
- Hersey, Mayo D. "The laws of lubrication of horizontal journal bearings." Journal of the Washington Academy of Sciences 4.19 (1914): 542-552.
- Hersey, Mayo D. "Future problems of theoretical rheology." Journal of Rheology (1929-1932) 3.2 (1932): 196-204.
- Hersey, Mayo D. "Note on heat effects in capillary flow." Physics 7.11 (1936): 403-407.